# Paweł Królikowski
Paweł Zbigniew Królikowski (ur. 1 kwietnia 1961 w Zduńskiej Woli, zm. 27 lutego 2020 w Warszawie) – polski aktor filmowy, telewizyjny, teatralny i dubbingowy, prezenter i realizator telewizyjny oraz działacz kulturalny, w latach 2018–2020 prezes Związku Artystów Scen Polskich.

## Życiorys

### Wczesne lata
Urodził się i dorastał w Zduńskiej Woli jako najstarsze z trojga dzieci pary nauczycieli – Jadwigi i Jana Królikowskich. Jego ojciec działał też społecznie w szkolnych klubach sportowych, przez 19 lat był prezesem zarządu miejskiego SKS. Praprababka Teresa Królikowska z domu Breier (1840–1886) w połowie XIX wieku przybyła z Czech do Zduńskiej Woli. Miał młodszego brata Rafała (ur. 1966), który został także zawodowym aktorem, i młodszą siostrę Anitę (ur. 1975). Od dziecka wykazywał zainteresowania aktorsko-teatralne. Chodził na zajęcia teatralne do Miejskiego Domu Kultury w Zduńskiej Woli. Pisał wiersze i scenariusze. Uczęszczał do zduńskowolskiej Szkoły Podstawowej nr 3. Po skończeniu II Liceum Ogólnokształcącego im. Jana Pawła II w Zduńskiej Woli zdawał do szkoły teatralnej, ale zapomniał wziąć ze sobą świadectwo dojrzałości, przez co nie został dopuszczony do egzaminów. By uchronić się przed wojskiem, zaczął się uczyć w Studium Hodowlanym w Sędziejowicach. Dostał się na studia na Wydziale Aktorskim filii krakowskiej Państwowej Wyższej Szkoły Teatralnej we Wrocławiu, którą ukończył w 1987.

### Kariera
Jego pierwszą rolą ekranową był chuligan w filmie dla dzieci i młodzieży Dzień kolibra (1984), który został wyróżniony na Międzynarodowym Festiwalu Filmowym dla Dzieci w Chicago. W czasie studiów zagrał w telefilmie Łukasza Wylężałka Ludożerca (1987), przygodowym Opowieść Harleya (1987), gdzie skomponował i napisał tekst piosenki Mój Harley, oraz dramacie Pantarej (1987) w roli narkomana.
W 1987 związał się z Teatrem Studyjnym'83 im. Juliana Tuwima w Łodzi (1987–1990), w którym zadebiutował rolą Konduktora w spektaklu Lewisa Carrolla Przygody Alicji w krainie czarów. Następnie wraz z żoną przeprowadził się do Wrocławia. W Oddziale Regionalnym Telewizji Wrocław TVP3 reżyser Jan Jakub Kolski zaproponował mu zrobienie własnego programu. Podjął więc pracę w ośrodku telewizyjnym, realizując przez trzynaście lat programy dla młodych widzów – Truskawkowe studio (1990–2000), do którego napisał ponad sto piosenek i cykl dokumentalny To twoja droga (2000–2002). W 1991 wystąpił na scenie Wrocławskiego Teatru Współczesnego im. Edmunda Wiercińskiego w musicalu Bertolta Brechta Opera za trzy grosze jako żebrak.
Powrócił na szklany ekran rolą dziennikarza w serialu Czwarta władza (2004). Następnie zagrał postać charyzmatycznego, pełnego energii lekarza onkologa profesora Sławomira Starzyńskiego w telenoweli TVP2 Na dobre i na złe (2005–2006). Telewidzowie mogli go oglądać w roli nieugiętego policjanta Igora Rosłonia (w jednym z odcinków nazwanego Jaworek) w serialu TVP2 PitBull (2007–2008), w roli zakamuflowanego gliniarza w serialu Fałszerze – powrót Sfory (2006) oraz Kusego w serialu TVP1 Ranczo (2006–2009, 2011–2016), za którą otrzymał w 2007 statuetkę „Melonika” dla najlepszego aktora komediowego na Festiwalu Dobrego Humoru w Gdańsku.
Był inicjatorem i dyrektorem artystycznym Festiwalu Kultury i Piosenki Polsko-Czeskiej w Kudowie-Zdroju, w 2020 impreza ta została nazwana jego imieniem. 16 kwietnia 2018 został wybrany na prezesa Związku Artystów Scen Polskich, zastępując Olgierda Łukaszewicza. 21 lutego 2020 złożył rezygnację z pełnionej funkcji.
Był uczestnikiem trzech odcinków programu Kocham cię, Polsko! (w 2009, 2016 i 2018). W latach 2014–2019 zasiadał w jury programu rozrywkowego Polsatu Twoja twarz brzmi znajomo.

## Życie prywatne
W wieku 21 lat, na egzaminach do wrocławskiej szkoły aktorskiej, poznał swoją przyszłą żonę, aktorkę Małgorzatę Ostrowską, powszechnie znaną z roli Grażyny Lubicz w telenoweli TVP1 Klan. Zawarli związek małżeński w 1988 w Łodzi. Mieli piątkę dzieci; trzech synów: Antoniego (ur. 1989), Jana (ur. 1992) i Ksawerego (ur. 2007) oraz dwie córki: Julię (ur. 1999) i Marcelinę (ur. 2001). Z pozamałżeńskiego związku miał syna Macieja. Razem z żoną wcielili się w role w wyreżyserowanym przez syna Antoniego filmie krótkometrażowym Noc życia (2010), do którego muzykę skomponował ich drugi syn Jan.
Deklarował się jako osoba wierząca w Boga.

### Choroba i śmierć
W 2015 przeszedł zabieg usunięcia tętniaka mózgu. Operacji neurochirurgicznej musiał się poddać również w 2019 z powodu ujawnionego guza mózgu. Zmarł 27 lutego 2020 w Warszawie w wieku 58 lat. Został pochowany 5 marca 2020 w Alei Zasłużonych na Cmentarzu Wojskowym na Powązkach (kwatera G, rząd TUJE, grób 51) w Warszawie. Pośmiertnie został odznaczony przez prezydenta Andrzeja Dudę Krzyżem Komandorskim Orderu Odrodzenia Polski za wybitne zasługi dla kultury polskiej (2020).

## Filmografia
| Filmy fabularne       |                                                  |                                                          | |
| Rok                   | Tytuł                                            | Reżyser                                                  | Rola                                                                                                   |
| 1983                  | Dzień kolibra                                    | Ryszard Rydzewski                                        | chuligan                                                                                               |
| 1985                  | Pantarej                                         | Krzysztof Sowiński                                       | Rysiek Sędzimirski „Pantarej”                                                                          |
| 1987                  | Opowieść Harleya                                 | Wiesław Helak                                            | muzyk                                                                                                  |
| 1987                  | Ludożerca                                        | Łukasz Wylężałek                                         | Helmut                                                                                                 |
| 1988                  | Niezwykła podróż Baltazara Kobera                | Wojciech Jerzy Has                                       | kleryk                                                                                                 |
| 1989                  | Powrót wabiszczura                               | Zbigniew Rebzda                                          | „turysta”                                                                                              |
| 1990                  | Zakład                                           | Teresa Kotlarczyk                                        | Tomek Koziel                                                                                           |
| 1989                  | Kramarz                                          | Andrzej Barański                                         | młody kramarz                                                                                          |
| 1993                  | Magneto                                          | Jan Jakub Kolski                                         | Edzik                                                                                                  |
| 1994                  | Cudowne miejsce                                  | Jan Jakub Kolski                                         | milicjant Jancio                                                                                       |
| 2000                  | Wyrok na Franciszka Kłosa                        | Andrzej Wajda                                            | ksiądz                                                                                                 |
| 2001                  | Blok.pl                                          | Marek Bukowski                                           | Arkadiusz Kowalski                                                                                     |
| 2003                  | Lichter                                          | Hans-Christian Schmid                                    | Czesław                                                                                                |
| 2003                  | Ciało                                            | Tomasz Konecki, Andrzej Saramonowicz                     | mężczyzna z Sopotu                                                                                     |
| 2004                  | Trzeci                                           | Jan Hryniak                                              | policjant                                                                                              |
| 2004                  | Teraz ja                                         | Anna Jadowska                                            | Mirek                                                                                                  |
| 2004                  | Długi weekend                                    | Robert Gliński                                           | kierowca „Randki w ciemno”                                                                             |
| 2006                  | Wszyscy jesteśmy Chrystusami                     | Marek Koterski                                           | kolega Adasia z „Jutrzenki” w młodości                                                                 |
| 2006                  | S@motność w sieci                                | Witold Adamek                                            | barman                                                                                                 |
| 2007                  | Ranczo Wilkowyje                                 | Wojciech Adamczyk                                        | Kusy                                                                                                   |
| 2007                  | Dlaczego nie!                                    | Ryszard Zatorski                                         | ojciec Małgosi                                                                                         |
| 2009                  | Projekt dziecko, czyli ojciec potrzebny od zaraz | Adam Dobrzycki                                           | Janek, pracownik warsztatu Piotra                                                                      |
| 2009                  | Hel                                              | Kinga Dębska                                             | Piotr                                                                                                  |
| 2010                  | Trzy minuty. 21:37                               | Maciej Ślesicki                                          | ojciec chłopaka                                                                                        |
| 2010                  | Cisza                                            | Sławomir Pstrong                                         | Robert                                                                                                 |
| 2010                  | Dancing for you                                  | Roland Rowiński                                          | Alex                                                                                                   |
| 2011                  | Ki                                               | Leszek Dawid                                             | szef                                                                                                   |
| 2012                  | Bez wstydu                                       | Filip Marczewski                                         | poseł                                                                                                  |
| 2013                  | Mazurek                                          | Julia Kolberger                                          | Stefan, były mąż Urszuli                                                                               |
| 2013                  | Gabriel                                          | Mikołaj Haremski                                         | Raszyński                                                                                              |
| 2015                  | Excentrycy, czyli po słonecznej stronie ulicy    | Janusz Majewski                                          | Zagaj, członek bandu                                                                                   |
| 2016                  | Pitbull. Nowe porządki                           | Patryk Vega                                              | Igor Rosłoń, szef agencji detektywistycznej „Niebiescy”                                                |
| 2019                  | Sługi wojny                                      | Mariusz Gawryś                                           | pułkownik Zbigniew Dolecki                                                                             |
| 2019                  | Mam na imię Sara                                 | Steven Oritt                                             | Iwan                                                                                                   |
| Seriale telewizyjne   |                                                  |                                                          | |
| Rok                   | Tytuł                                            | Reżyser                                                  | Rola                                                                                                   |
| 1996                  | Maszyna zmian. Nowe przygody                     | Andrzej Maleszka                                         | redaktor (odc. 4)                                                                                      |
| 2002                  | Samo życie                                       | różni                                                    | Fajkowski, trener boksu w Klubie Sportowym „Sparta”                                                    |
| 2003                  | Kasia i Tomek                                    | Jurek Bogajewicz                                         | lekarz (Seria III/odc. 31)                                                                             |
| 2003–2005             | Defekt                                           | Maciej Dutkiewicz                                        | policyjny informatyk (Seria II)                                                                        |
| 2004                  | Kryminalni                                       | różni                                                    | właściciel kafejki internetowej (odc. 8)                                                               |
| 2004                  | Czwarta władza                                   | Witold Adamek                                            | Leszek Kwieciński, dziennikarz „Zbliżeń”                                                               |
| 2005–2006, 2010, 2013 | Na dobre i na złe                                | różni                                                    | profesor Sławomir Starzyński                                                                           |
| 2005–2006             | Tango z aniołem                                  | Tomasz Konecki, Andrzej Saramonowicz                     | poseł Roman Barczyk                                                                                    |
| 2006                  | S@motność w sieci                                | Witold Adamek                                            | barman                                                                                                 |
| 2006–2009, 2011–2016  | Ranczo                                           | Wojciech Adamczyk                                        | Jakub „Kusy” Sokołowski                                                                                |
| 2006                  | Królowie śródmieścia                             | Anna Jadowska, Maciej Migas, Bartosz Konopka             | menadżer (odc. 1 i 2)                                                                                  |
| 2006                  | Fałszerze – powrót Sfory                         | Wojciech Wójcik                                          | Polk                                                                                                   |
| 2006–2007             | Pogoda na piątek                                 | Ryszard Brylski, Mariusz Palej                           | terapeuta Przemek Górski (Seria I)                                                                     |
| 2007–2008             | Pitbull                                          | różni                                                    | komisarz Igor Rosłoń                                                                                   |
| 2007                  | Odwróceni                                        | różni                                                    | Janusz Ber „Beria”                                                                                     |
| 2007                  | Kryminalni                                       | różni                                                    | Jerzy Kokiński „Kokino”, szef agencji (odc. 79)                                                        |
| 2007                  | Ja wam pokażę!                                   | Denis Delić                                              | redaktor naczelny                                                                                      |
| 2007                  | Hela w opałach                                   | Andrzej Kostenko, Magda Targosz, Patrick Yoka            | Michał Jastrzębski, kręgarz w przychodni (odc. 32 i 35)                                                |
| 2007                  | Ekipa                                            | Agnieszka Holland, Magdalena Łazarkiewicz, Kasia Adamik  | interesant (odc. 12)                                                                                   |
| 2009                  | Przystań                                         | Filip Zylber                                             | policjant Michał Potrzebny                                                                             |
| 2010                  | M jak miłość                                     | różni                                                    | ksiądz Maciej Olszewski                                                                                |
| 2011                  | Szpilki na Giewoncie                             | Robert Wichrowski, Filip Zylber                          | Michał Skorupa, brat Jędrka                                                                            |
| 2011                  | Ojciec Mateusz                                   | różni                                                    | Leszek Zadurski, ojciec Wojtka (odc. 81)                                                               |
| 2011                  | Instynkt                                         | Patryk Vega                                              | komendant Jan Rogoż                                                                                    |
| 2012                  | Hotel 52                                         | Michał Kwieciński, Grzegorz Kuczeriszka                  | Ryszard Wojan (odc. 63)                                                                                |
| 2013–2014             | To nie koniec świata                             | Łukasz Jaworski                                          | burmistrz Władysław Pietrzyk                                                                           |
| 2013–2014             | Przyjaciółki                                     | Grzegorz Kuczeriszka                                     | alkoholik Krzysztof                                                                                    |
| 2013                  | Ojciec Mateusz                                   | różni                                                    | Balcer (odc. 119)                                                                                      |
| 2013–2014             | Wrzuć na luuuz                                   | Małgorzata Kosturkiewicz                                 | Wojtek                                                                                                 |
| 2016                  | Kaprys losu                                      | Piotr Trzaskalski                                        | Makowski, uczestnik terapii par prowadzonej przez psycholog Zuzannę Zawadę                             |
| 2016                  | Belfer                                           | Łukasz Palkowski, Krzysztof Łukaszewicz, Maciej Bochniak | komendant Sławomir Słota                                                                               |
| 2017, 2019–2020       | Ojciec Mateusz                                   | różni                                                    | Paweł Winkler (odc. 229, 286 i 294)                                                                    |
| 2017                  | Druga szansa                                     | Michał Gazda, Łukasz Kośmicki                            | Dariusz Zubek, brat Zeita                                                                              |
| 2017                  | Sługi wojny                                      | Mariusz Gawryś                                           | pułkownik Zbigniew Dolecki (odc. 2 i 3)                                                                |
| 2020                  | W rytmie serca                                   | różni                                                    | Bogusław Horosiewicz, właściciel firmy „Horosiewicz i Syn Ramy do luster i obrazów” (odc. 64, 65 i 68) |

## Dyskografia
- różni artyści: Płyta do zjedzenia, wyd. 10 listopada 2012[17], Fundacja Szczęśliwe Macierzyństwo, dystryb. Fonografika[18][19]
- różni artyści: Kołysanki naszego dzieciństwa, wyd. 3 października 2013[20] nakładem wydawnictwa Martel pod patronatem Fundacji Urszuli Jaworskiej, ISBN 978-83-63546-25-0[21]
- różni artyści: Piosenki na każdą okazję, wyd. 24 października 2013[22] nakładem wydawnictwa Martel pod patronatem Fundacji Urszuli Jaworskiej, ISBN 978-83-63546-38-0[23]
- Koncerty w Trójce vol. 9 – Paweł Królikowski i Goście „Uczucia nieparzyste”, wyd. 25 listopada 2013 nakładem Agencji Muzycznej Polskiego Radia[24]. Zapis koncertu, który odbył się 26 maja 2013 w Studiu Koncertowym Polskiego Radia im. A. Osieckiej[24].

## Odznaczenia i nagrody
- 2007: statuetka „Melonika” w kategorii: Najlepszy aktor komediowy na Festiwalu Dobrego Humoru w Gdańsku-Gdyni-Sopocie za rolę w serialu Ranczo,
- 2018: Brązowy Medal „Zasłużony Kulturze Gloria Artis”[25],
- 2020: Krzyż Komandorski Orderu Odrodzenia Polski za wybitne zasługi dla kultury polskiej (pośmiertnie)[16].

## Upamiętnienie
- W 2022 r. imieniem Pawła Królikowskiego nazwano skwer w Zduńskiej Woli[26][27].